# (5538) Luichewoo
(5538) Luichewoo es un asteroide perteneciente al cinturón de asteroides descubierto el 9 de octubre de 1964 por el equipo del Observatorio de la Montaña Púrpura desde el Observatorio de la Montaña Púrpura, Nankín (China).

## Designación y nombre
Designado provisionalmente como 1964 TU2. Fue nombrado Luichewoo en honor a Lui Chewoo, experto en mineralogía. Trabajó como director del Instituto de Mineralogía del sur de China durante muchos años. También ejerció como consultor honorario en el Observatorio de la Montaña Púrpura y ha hecho una gran contribución a la causa de la astronomía en China.

## Características orbitales
Luichewoo está situado a una distancia media del Sol de 2,290 ua, pudiendo alejarse hasta 2,671 ua y acercarse hasta 1,909 ua. Su excentricidad es 0,166 y la inclinación orbital 5,225 grados. Emplea 1266,08 días en completar una órbita alrededor del Sol.

## Características físicas
La magnitud absoluta de Luichewoo es 14,4. 